# Canadá nos Jogos Olímpicos de Verão de 1972
O Canadá competiu nos Jogos Olímpicos de Verão de 1972, realizados em Munique, Alemanha Ocidental.